# Els Joglars
Els Joglars és una companyia de teatre catalana. Va ser fundada l'any 1962 per Albert Boadella, Carlota Soldevila i Anton Font.

## Trajectòria
Els Joglars s'han mantingut durant més de quaranta anys fidels a l'esperit amb què es fundà la companyia. Només triar llur nom, feren una declaració de principis: «Els Joglars» fa referència al paper que a l'edat mitjana exercien els joglars, o als comediògrafs de la Grècia clàssica. Per a ells, el teatre tenia una funció social i política: la de fer crítica social mitjançant la ironia i la fabulació, posant el dit dins la nafra de totes aquelles qüestions incòmodes per al poder establert. Per això, les obres d'Els Joglars han estat tant elogiades per la crítica teatral, com polèmiques quant a la cosa política i social.
Al llarg dels seus més de quaranta anys d'existència, Els Joglars sempre han mantingut un esperit crític amb tots els governs amb els quals els ha tocat viure, i han ridiculitzat en les seves obres a polítics de tots els signes i colors, des de Franco fins a Jordi Pujol, passant per Felipe González o Pasqual Maragall. També han ironitzat àcidament amb personatges culturals com Salvador Dalí o Josep Pla.
El seu esperit crític i agosarat els ha costat no pas pocs maldecaps. El primer i més greu d'ells succeí quan el director de la companyia, Albert Boadella, fou detingut i empresonat durant vuit dies, el desembre de 1977, per la representació de l'obra La Torna, en un moment en què Espanya transitava de la dictadura cap a la democràcia, mentre que els altres membres de la companyia, també empresonats, van estar prop d'un any tancats a la presó.
L'any 2003 Els Joglars estrenà el seu primer llargmetratge cinematogràfic escrit, dirigit i interpretat per la companyia, i produït per José Vicente Gómez: Bon viatge excel·lència, una àcida i caricaturesca visió dels darrers dies del dictador Franco. La pel·lícula no fou exhibida per les grans cadenes espanyoles de cinemes.
Albert Boadella va estrenar el 2005 al Teatre Romea de Barcelona La torna de la torna, versió de La torna de 1977. Això provoca un nou enfrontament amb els actors de la primera versió, que en reclamen la coautoria.
Fins al 2012 els Joglars va estar dirigida per Albert Boadella, i formada per Ramon Fontserè, Lluís Elias Gómez, Jesus Agelet, Pilar Sáenz, Minnie Marx, Jordi Costa, Xavier Boada, Dolors Tuneu, Josep M. Fontserè, Pep Vila, Xavi Sais, Cesc Pérez i el mateix Boadella. L'11 de setembre del 2012 Boadella va traspassar la direcció a Ramon Fontserè.

## Obres de teatre
- 1962-1967 Primera època
- 1968: El diari
- 1970: El Joc
- 1971: Cruel ubris
- 1972: Mary d'Ous
- 1974: Àlias Serrallonga
- 1977: La Torna
- 1978: M-7 Catalònia
- 1979: L'Odissea
- 1980: Laetius
- 1981: Operació ubú
- 1981: Olympic man
- 1983: Teledeum
- 1984: Gabinete Libermann
- 1985: Virtuosos de Fontainebleau
- 1986: Visanteta de Favara (amb el Teatre Estable del País Valencià)
- 1987: Bye Bye Beethoven
- 1987: Mester de juglaría. Els Joglars 25 anys
- 1989: Columbi lapsus
- 1991: Yo tengo un tío en América
- 1992: Els Joglars 30 anys
- 1993: El Nacional
- 1995: Ubú president
- 1997: Arròs negre
- 1997: La increïble història del Dr. Floit i Mr. Pla
- 1998: Ara, Pla
- 1998: L'home de l'abric
- 1999: Daaalí
- 1999: Dalí vist per Dalí
- 2001: La Trilogia
- 2002: Breu crònica de la Guerra dels 40 anys
- 2004: El retablo de las maravillas. Cinco variaciones sobre un tema de Cervantes.
- 2004: La Dualidad Quijotesca de Dalí
- 2005: La torna de la torna
- 2005: En un lugar de Manhattan
- 2006: Controversia del toro y el torero
- 2008: La cena
- 2010: 2036 Omena-G
- 2011: El Nacional
- 2103: El coloquio de los perros
- 2014: VIP
- 2016: Zenit - La realidad a su medida
- 2018: Señor Ruiseñor

## Televisió
- 1995: Vaya día!. Sèrie de 52 capítols. Canal Plus
- 1991: Orden especial. Sèrie de 40 capítols. TVE
- 1989: Ya semos europeos. Sèrie de 7 capítols. TVE
- 1988: Som una meravella!. Sèrie de 6 capítols. TVE
- 1982: F.L.F. Docudrama. TVE
- 1977: Terra d'Escudella. Sèrie de 6 capítols sobre la història de Catalunya.TVE Catalunya[5]
- 1976: La Odisea. Série de 5 capítols. TVE
- 1970: Hablamos español. Sèrie de 39 capítols. NDR TV (Alemanya)

## Cinema
- 2003: ¡Buen viaje,Excelencia! Lola Films.
- 1999: Buenaventura Durruti, anarquista, de Jean-Louis Comolli